# Bécon-les-Bruyères (métro de Paris)
Bécon-les-Bruyères est une future station du métro de Paris qui sera située le long de la ligne 15 à Courbevoie et Bois-Colombes, à la limite d'Asnières-sur-Seine, dans les Hauts-de-Seine. Destinée à être ouverte à l'horizon 2031, elle offrira une correspondance avec la ligne L du Transilien via la gare de Bécon-les-Bruyères. Elle devrait voir passer 55 000 voyageurs par jour.

## Histoire

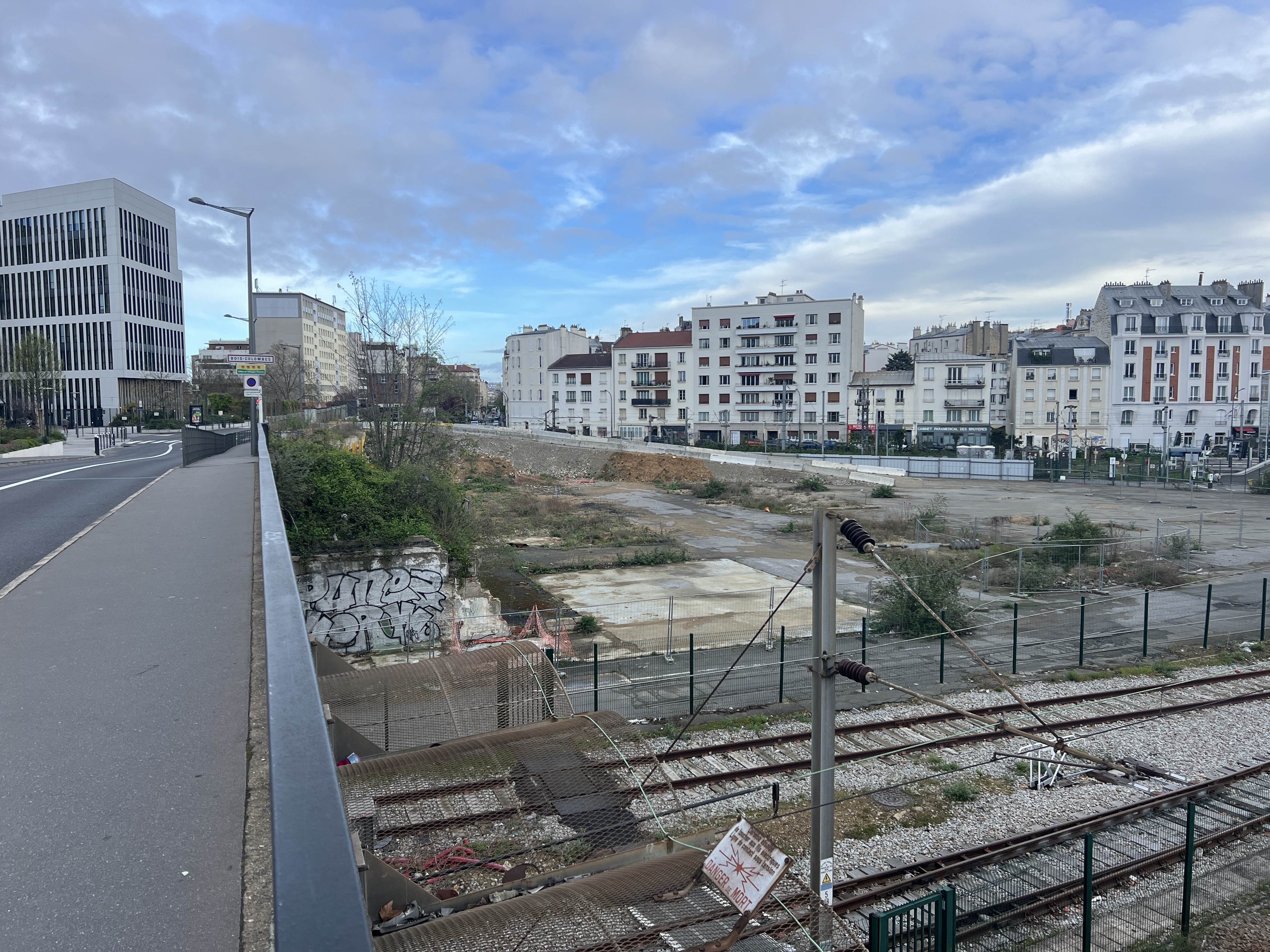
Le site au début du chantier.

## Services aux voyageurs

### Accès et accueil
La future station sera implantée rue de Bois-Colombes à Bois-Colombes, dans la patte d'oie formée par la bifurcation des lignes de Versailles-Rive-Droite et de Saint-Germain-en-Laye.

## Projets
Il existe un projet de prolongement de la ligne 3 du métro depuis le Pont de Levallois qui pourrait faire de Bécon-les-Bruyères le nouveau terminus de cette ligne ou une station de passage dans le cadre d'un prolongement jusqu'aux Vallées.

## À proximité
La station dessert des quartiers principalement résidentiels et commerçants côté Courbevoie et côté Asnières, et à dominante tertiaire côté Bois-Colombes avec notamment les sièges sociaux de Coface, Sagemcom et Elengy.